# Franco Rivara
Franco Rivara (Ronco Scrivia, 17 ottobre 1938) è un ex calciatore italiano, di ruolo libero (centrocampista ad inizio carriera).

## Caratteristiche tecniche
Centrocampista difensivo e in seguito libero, dotato di grande dinamismo, tenacia e coraggio a sopperire a mezzi tecnici piuttosto limitati.

## Carriera
In carriera ha militato quasi esclusivamente, giovanili comprese, nel Genoa, del quale è stato un'autentica bandiera per tutti gli anni sessanta, ricoprendo a lungo anche il ruolo di capitano.
Con i rossoblu ha disputato 6 campionati di Serie A, di cui 3 da titolare, e 7 di Serie B, conquistando la promozione in A nella stagione 1961-1962 e la vittoria della Coppa delle Alpi 1962, giocando anche nella finale contro il Grenoble. Ha lasciato il calcio giocato al termine della stagione 1969-1970, anno della prima retrocessione in Serie C della storia dei grifoni.
Protagonista di varie edizioni dei Derby di Genova, ha realizzato la rete che ha deciso quello del 12 marzo 1967, il primo vinto dal Genoa in Serie B.
In carriera ha totalizzato complessivamente 74 presenze e 4 reti in Serie A e 181 presenze e 11 reti in Serie B.
Oltre che con il Grifone, Rivara ha militato in prestito con l'Alessandria nella Coppa delle Alpi 1960 e a fine carriera con la Gaviese, club con cui disputa il campionato di Serie D 1970-1971, ottenendo il sesto posto del Girone A.

## Palmarès

### Giocatore

#### Competizioni nazionali
- Serie B: 1

Genoa: 1961-1962

#### Competizioni internazionali
- Coppa delle Alpi: 2

Genoa: 1962, 1964
- Coppa dell'Amicizia: 1

Genoa: 1963